# Ballet du Grand Théatre de Genève
Il Ballet du Grand Théatre de Genève nasce nel 1962, quando il principale teatro d'opera ginevrino arricchisce la sua attività artistica dotandosi di una nuova compagnia di danza stabile, avendo fino a quel momento ospitato artisti provenienti da altre compagini, in particolare Isadora Duncan e Vaslav Nijinsky con i Ballets Russes all'inizio del secolo.
Da allora, i direttori che si sono succeduti rispondono ai nomi di Janine Charrat, Serge Golovine, Patricia Neary (che ha avuto il merito di avvalersi di George Balanchine in qualità di consulente dal 1970 al '78), Peter Van Dyck, Oscar Araiz, Gradimir Pankov, Francois Passard e Giorgio Mancini.
Il complesso, oggi guidato da Philippe Cohen e costituito da una ventina di danzatori di formazione classica, ha esplorato sin dagli esordi la pluralità stilistica e l'eclettismo tecnico del teatro di danza del ventesimo secolo.

## Collegamenti esterni

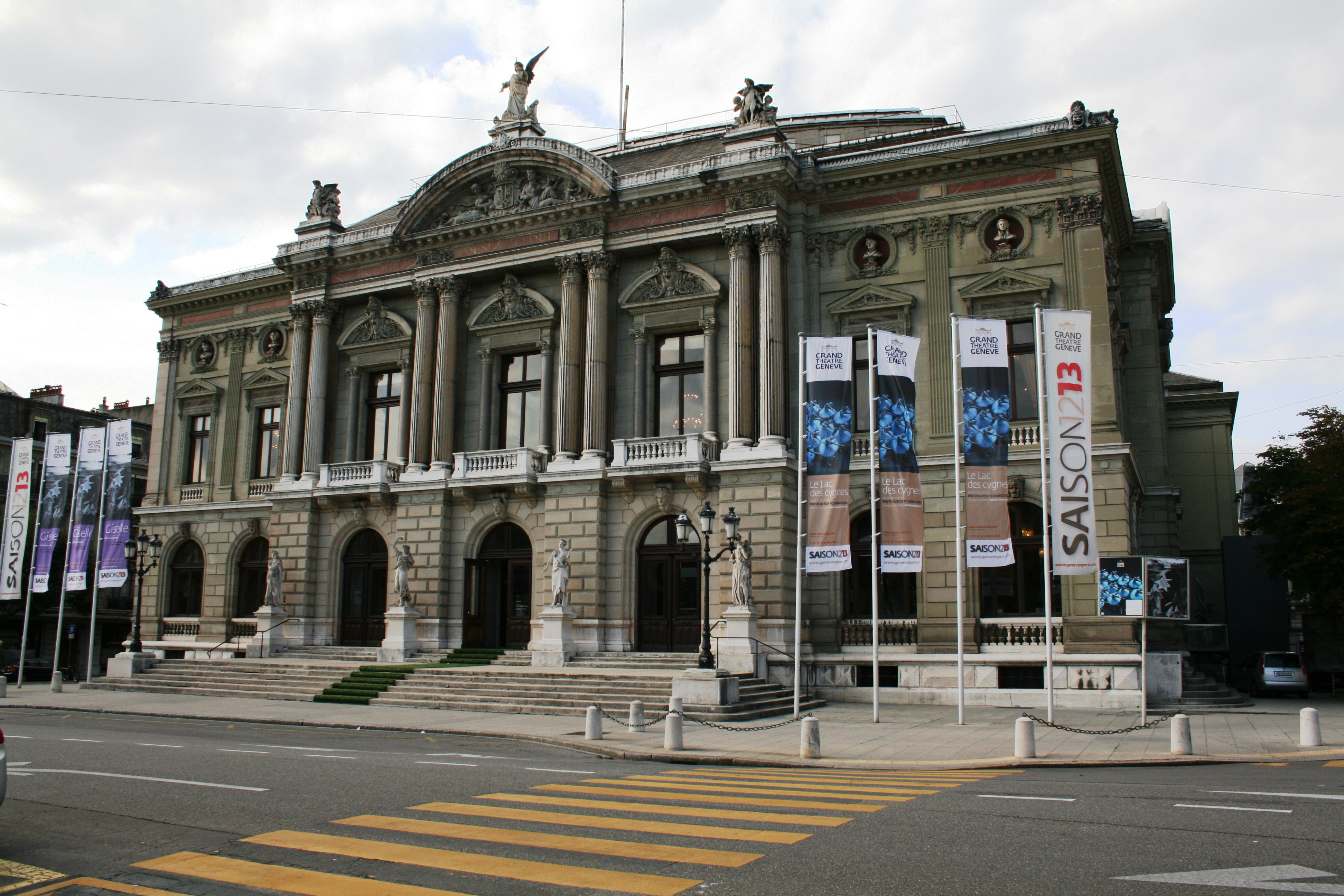
Grand Théâtre de Genève